# Стэнеску, Роберт
Роберт Стэнеску (рум. Robert Stănescu, родился 31 мая 1985 в Бухаресте) — румынский и канадский гимнаст, в настоящий момент тренер.

## Биография
Стэнеску выступал за Румынию в прошлом и специализировался на кольцах, его единственная награда — бронзовая медаль чемпионата Европы 2008 года в Лозанне. Он был участником Олимпиады в Пекине, однако не добился успеха ни в командном первенстве, ни в финале на кольцах.
С 2010 года Стэнеску со своей женой проживает в Канаде, работая в гимнастической академии «Альфа Гимнастикс» в городе Виндзо, провинция Онтарио. В 2014 году Роберт получил канадское гражданство и заявил о возможном участии в Олимпиаде в Рио-де-Жанейро от сборной Канады.